# 朱太川
朱太川（しゅぶとがわ）は、北海道西部の後志総合振興局管内を流れ日本海（寿都湾）に注ぐ二級河川である。中流域には国の天然記念物に指定されている「歌才ブナ北限地帯」がある。

## 地理
北海道後志総合振興局寿都郡黒松内町と胆振総合振興局虻田郡豊浦町との接点にある金山に源を発し、黒松内町市街を貫流して寿都町で日本海（寿都湾）に注ぐ。流域面積のうち83%が山地となっている。水系全域が「生物多様性の観点から重要度の高い湿地」（重要湿地）、当川を含む地域が「生物多様性保全上重要な里地里山」（重要里地里山）に選定されている。。

## 名称の由来
河口に葭が多かったことからアイヌ語で「葭・河口」を表す「シュㇷ゚キ・ブト゚（shupki-putu）」と呼ばれていたことに由来する。

## 流域の自治体
北海道
後志総合振興局 - 寿都郡黒松内町、寿都町

## 支流
- 黒松内川
- 熱郛川

## 主な橋梁
- 観音橋
- 朱太川橋 - 道央自動車道
- 来馬橋 - 北海道道266号大成黒松内停車場線
- 東栄橋
- 朱太川橋 - 国道5号
- 貝殻橋 - 北海道道266号大成黒松内停車場線
- 賀老橋 - 北海道道266号大成黒松内停車場線
- 緑橋 - 北海道道9号寿都黒松内線
- 朱太川橋梁 - 函館本線
- 丸山橋
- 実橋 - 国道229号
- 湯の浜大橋
- 栄橋